# Elster (Elbe)
Elster (Elbe) ist ein Ortsteil der Stadt Zahna-Elster im Landkreis Wittenberg in Sachsen-Anhalt.

## Geographie
Elster (Elbe) liegt an der Mündung der Schwarzen Elster in die Elbe, 15 Kilometer östlich von Lutherstadt Wittenberg und zehn Kilometer westlich von Jessen (Elster). Zur Ortschaft Elster (Elbe) gehören zusätzlich die Ortsteile Gielsdorf, Iserbegka und Meltendorf.
Landschaftlich reizvoll sind die Elbauen, die bei Hochwasser als natürliche Polder fungieren. Während der Jahrhundertflut 2002 reichten diese natürlichen Polder aber nicht aus, so dass große Teile des Ortes vom Hochwasser überflutet wurden.
Im Jahr 2004 wurde eine Anlegestelle eingeweiht, an der auch große Fahrgastschiffe, die Elbekreuzfahrten anbieten, anlegen können.

## Geschichte

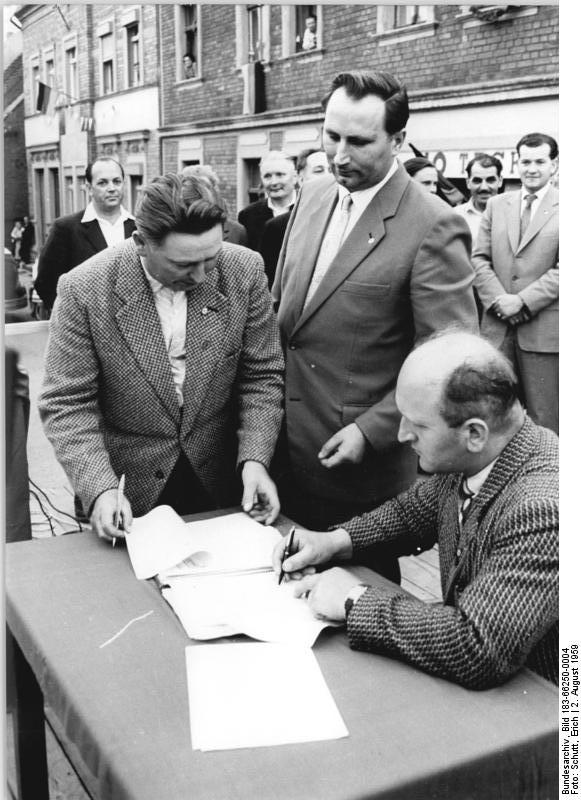
Zusammenschluss MTS mit LPG am 2. August 1958

Elster wurde erstmals um 1161 als Burgwardbezirk Alstermunde in einer Urkunde Bischof Balderams von Brandenburg für das Prämonstratenserstift Leitzkau erwähnt (Codex diplomaticus Brandenburgensis, A 10, S. 77). Bis zum Zweiten Weltkrieg war Elster ein bedeutender Schiffer- und Fischerort.
1180 wurde der Burgward von Alstermünde dem Kloster Leiskau (heute Leitzkau) unterstellt. Elster gehörte damit zum Herzogtum Sachsen.
In einer Schenkungsurkunde überschrieb 1385 Kurfürst Wenzel I. seiner Gemahlin die Abgaben der Stadt Elster.
1513 erschien im Wittenberger Erbbuch über Elster der Begriff „Stetlein“ mit 150 zum Amt Wittenberg gehörenden Einwohnern. 
Nach dem Tod des letzten Bürgermeisters Laurentius Elstermann 1625 wurden die Grabsteine in der Kirche aufbewahrt, wo sie sich heute noch befinden. Durch die Verwüstungen des Dreißigjährigen Krieges verlor Elster 1648 das Stadtrecht.
1813 fand die Schlacht bei Wartenburg statt. Elster spielte dabei eine wichtige Rolle für den Sieg Preußens über Napoleon.
1856 wurde das Pfarrhaus und 1859 das Schulhaus erbaut, 1867 wurde der Grundstein für die heutige Kirche gelegt.
Das erste Schul- und Heimatfest fand in Elster im Jahre 1871 statt. Außerdem wurde in diesem Jahr mit dem Bau der Bahnstrecke Falkenberg–Elster-Wittenberg begonnen, die 1875 fertiggestellt wurde.
Am 1. Juli 1950 wurden die bis dahin eigenständigen Gemeinden Gielsdorf und Iserbegka eingegliedert.
Bis 1952 war Elster eine Gemeinde im damaligen Kreis Wittenberg. Mit der Verwaltungsreform 1952 wurde Elster dem neu gegründeten Kreis Jessen im Bezirk Cottbus zugeordnet. Mit der Wiedereinführung der Länder in der DDR wurde der Kreis Jessen Teil Sachsen-Anhalts. Seit der Kreisgebietsreform 1994 gehört Elster wieder zum Landkreis Wittenberg.
Am 1. Januar 2011 wurde Elster (Elbe) zusammen mit anderen Gemeinden der Verwaltungsgemeinschaft Elbaue-Fläming Teil der neugebildeten Stadt Zahna-Elster. Die Verwaltungsgemeinschaft wurde aufgelöst.

## Religion
Das ursprünglich zum Archidiakonat Leitzkau des Bistums Brandenburg gehörende Elster wurde durch die um 1524 eingeführte Reformation lutherisch. Bei der Visitation von 1528 war in Elster bereits die Reformation eingeführt.

### Evangelisch-lutherische Kirchengemeinde
Die Kirche in Elster gehört zum Kirchenkreis Wittenberg der Evangelischen Kirche in Mitteldeutschland. Nachdem die Kirche 1861 abgebrannt war, wurde 1867 der Grundstein für die heutige Kirche gelegt, die im Juni 1871 eingeweiht wurde.

### Römisch-katholische Kuratie

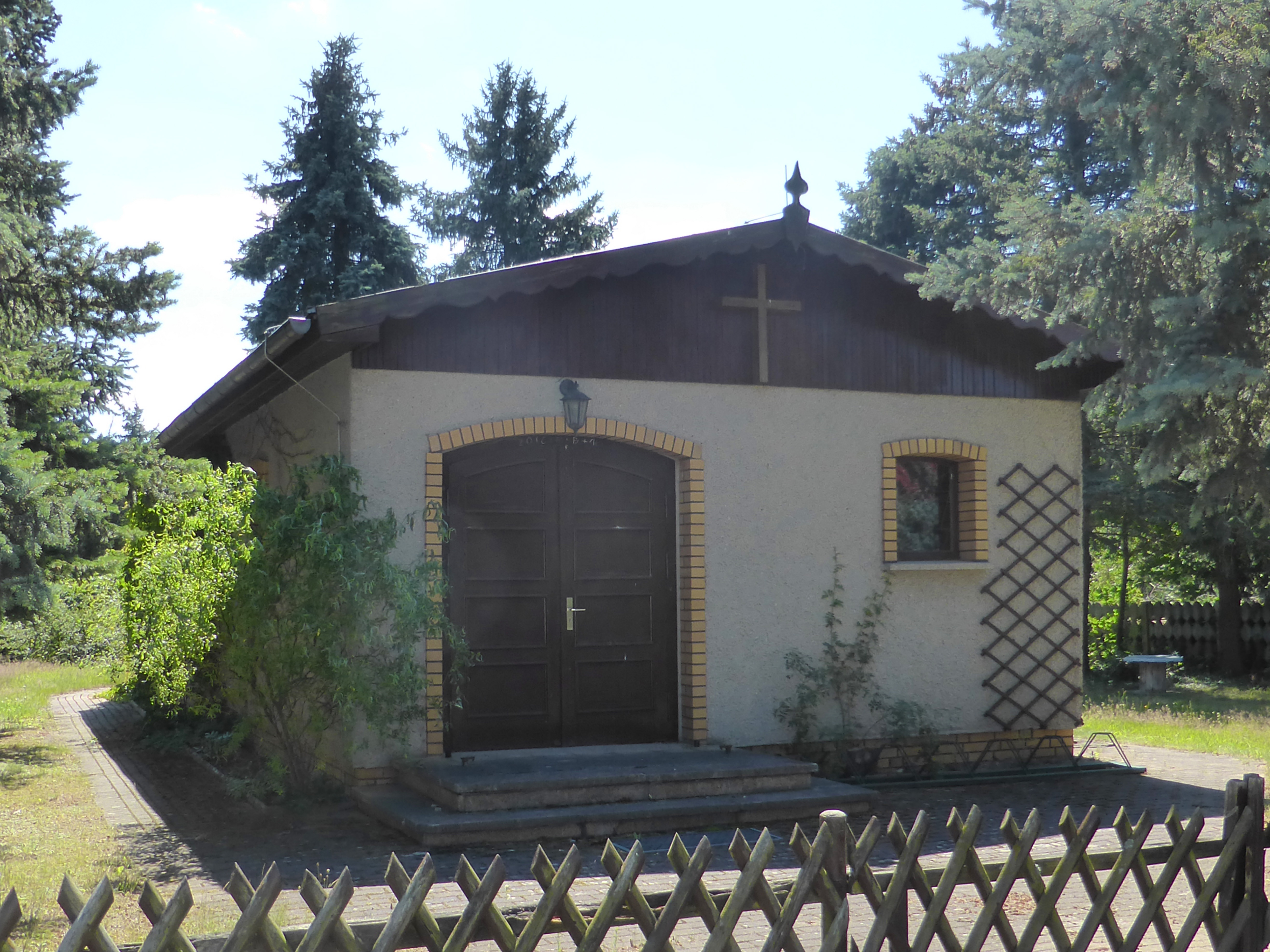
Ehemalige katholische Kapelle (2024)

Nach der Reformation siedelten sich erst um 1900 wieder Katholiken in Elster an, sie gehörten zunächst zur Pfarrei Wittenberg. Nach dem Zweiten Weltkrieg kamen durch die Flucht und Vertreibung Deutscher aus Mittel- und Osteuropa wieder Katholiken in größerer Zahl nach Elster, sodass in Elster katholische Gottesdienste in der evangelischen Kirche stattfanden. Im Winter wurde dafür der Konfirmandensaal genutzt.
Am 1. August 1955 wurde in Elster eine katholische Gemeinde gegründet, die eine Kuratie der Pfarrei Wittenberg war und zu der 18 Ortschaften gehörten. Der Architekt Georg Steinbach aus Holzdorf fertigte Pläne für den Umbau einer ehemaligen Schmiede, die die katholische Gemeinde 1957 gepachtet hatte, zu einer katholischen Kapelle an. Das Vorhaben konnte jedoch nicht realisiert werden. 1960 wurde ein angemietetes Nebengebäude an der Molkereistraße, das früher zur Molkerei gehörte, zu einer Kapelle ausgebaut. Am 28. November 1960 fand hier erstmals eine Heilige Messe statt. Bis 1977 hatte die Kuratie Elster einen Kuratus, danach war eine Seelsorgehelferin in Elster stationiert. 1989 erfolgte auf dem Grundstück Molkereistraße 18 die Grundsteinlegung für eine neue Kapelle, die das Patrozinium Heilige Familie trug. Bis 2012 fanden in der Kapelle noch regelmäßige Gottesdienste statt, um 2016 wurde die Kapelle aufgegeben und profaniert. Heute gehören Katholiken in Elster zur Pfarrei St. Marien mit Sitz in Wittenberg, die nächstliegende katholische Kirche ist die Heilig-Geist-Kirche in Jessen. Die Altarplatte wurde in der Kirche St. Petrus in Kemberg wiederverwendet.

## Politik

### Ortsbürgermeister
Ortsbürgermeister ist seit 2024 Michael Kulze.

### Wappen
Blasonierung: „Gespalten von Blau und Silber, oben ein linkshin schwimmender silberner Karpfen, unten ein blauer Hecht.“ (Anmerkung: In der Heraldik werden Seitenrichtungen spiegelverkehrt angegeben.)
Das Wappen, das Bezug auf die angrenzende Elbe und den einst betriebenen Fischfang nimmt, wurde 1995 vom Kommunalheraldiker Jörg Mantzsch gestaltet und ins Genehmigungsverfahren geführt.

## Sehenswürdigkeiten

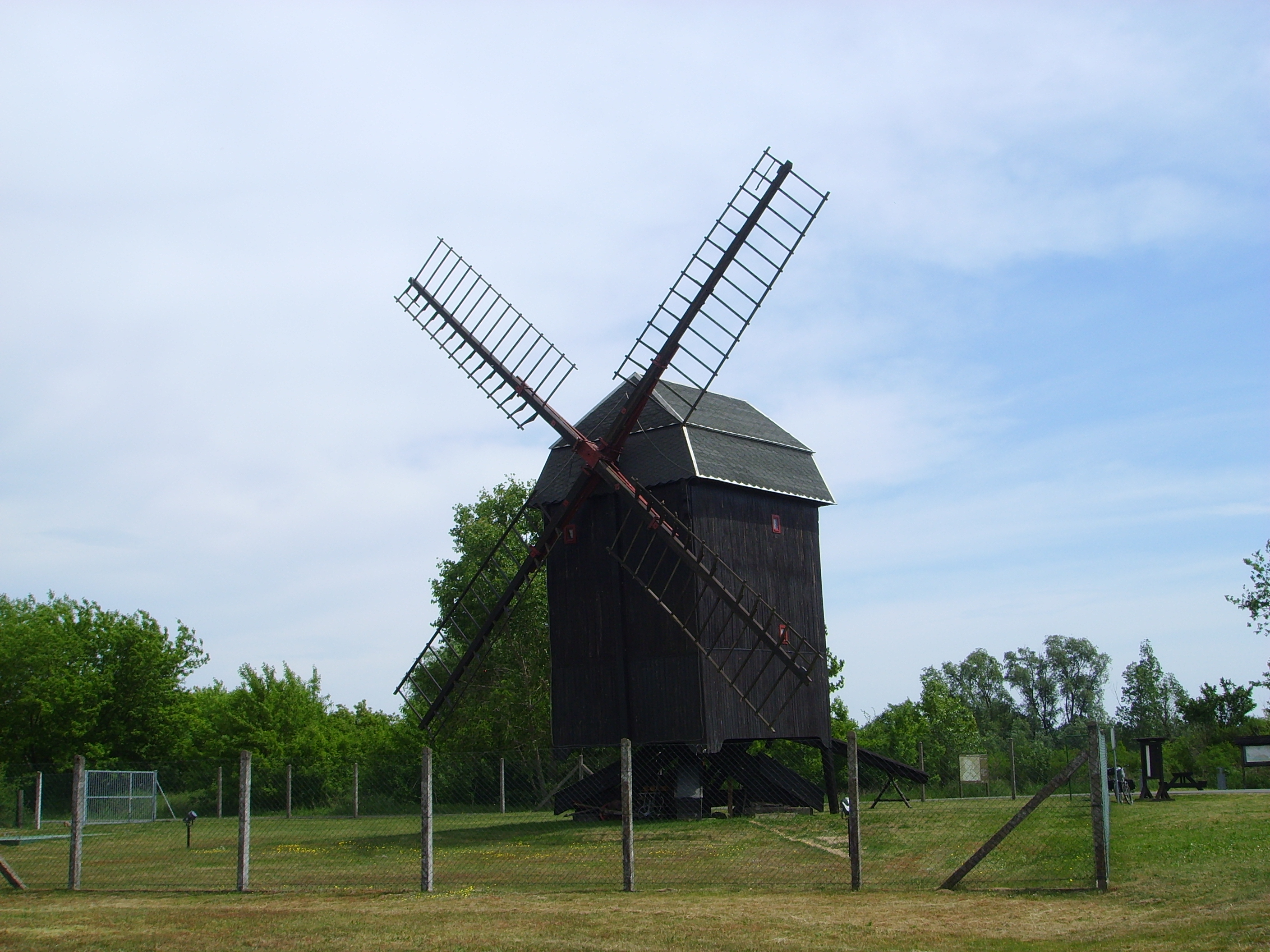
Windmühle

In Elster (Elbe) befindet sich eine Kirche aus dem Jahr 1867 sowie eine Bockwindmühle, die als technisches Denkmal ausgewiesen ist.

## Verkehr

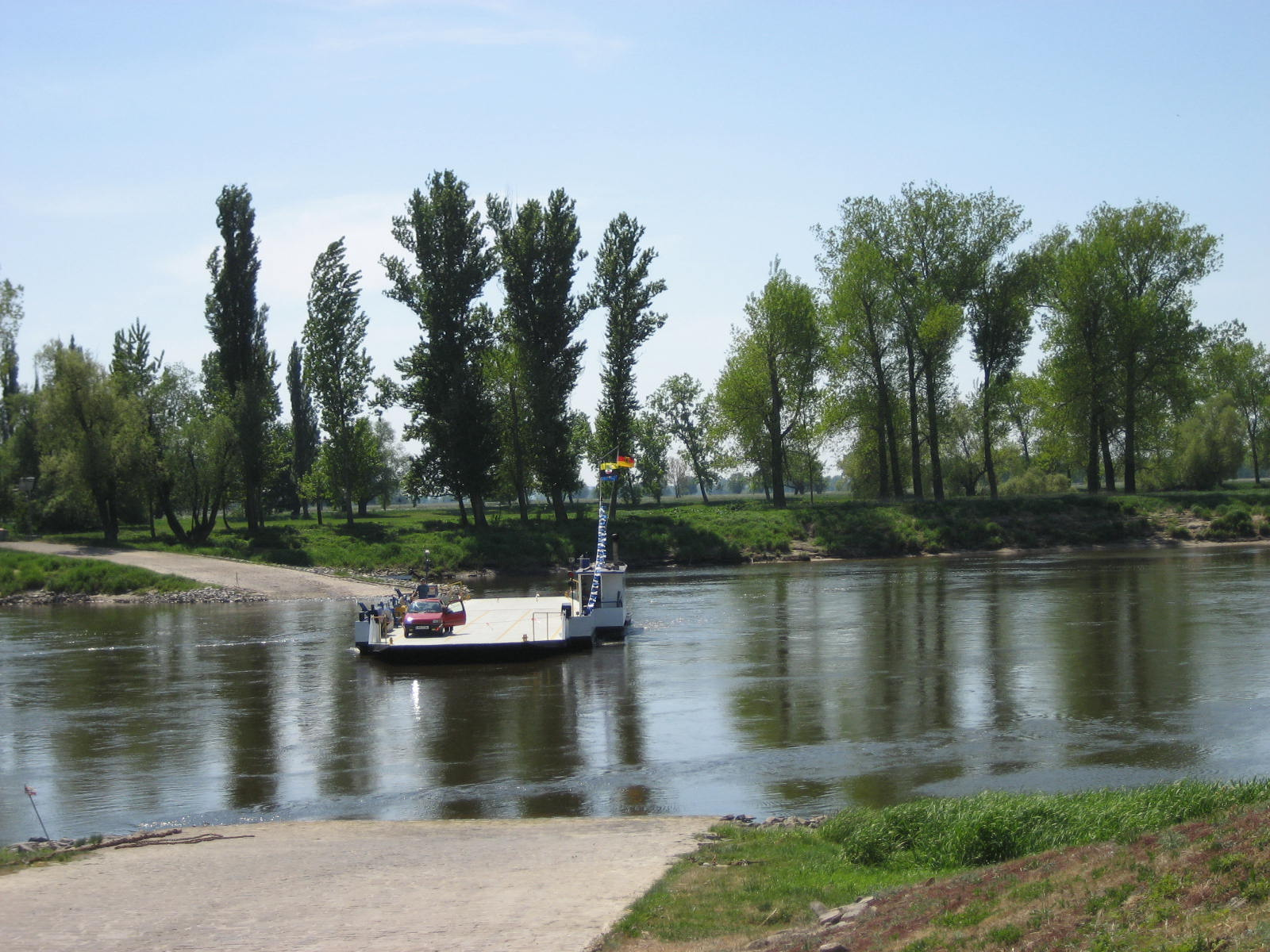
Elbfähre

- Durch den Ort führen die B 187 zwischen Lutherstadt Wittenberg und Jessen sowie die Landesstraße L 127 zwischen Wartenburg und Lüttchenseyda.
- Der Bahnhof Elster (Elbe) liegt an der Bahnstrecke Lutherstadt Wittenberg–Falkenberg/Elster und wird von den Linien RE 14 und RB 51 fahrplanmäßig angefahren (Kursbuchnummer 216).
- Der internationale Radweg R2 (Elberadweg) führt durch Elster direkt an der Elbe entlang.
- Zum Überqueren der Elbe in Richtung Wartenburg (Kemberg) wird eine Gierseilfähre benutzt.